# Club Atlético Las Palmas
El Club Atlético Las Palmas es una entidad deportiva argentina, con sede en el barrio homónimo de la ciudad de Córdoba. Fue fundado el 10 de noviembre de 1933.
El club participa del Torneo Regional Federal Amateur, cuarto nivel en la pirámide de categorías del fútbol argentino.

## Historia
En 1925, un inmigrante de la localidad española de Las Palmas de Gran Canaria, arribó a la parte oeste de la ciudad y sentó un vivero con ese nombre, que a la postre sería la denominación que tomarían el barrio y el club fundado a fines del año 1933. El primer presidente fue Laureano Moreno.
En 1937 se afilió a la LCF y participó en la tercera categoría, divisional que fundó junto a clubes como All Boys, Villa Azalais, Unión Florida, Central Norte y Central Alberdi. Al año siguiente el club logró su primer ascenso. 
A fines de la década del '50, el actual predio fue comprado a la señora García Faure. 
En 1955, logró su primer ascenso a la máxima del fútbol local al superar en la final de un reducido a Bolívar. En 1969, quedó muy cerca de clasificar al Torneo Nacional, plaza que ganó Talleres sobre el final y por un punto.
En 1977, más precisamente un 20 de junio, Diego Armando Maradona jugó ante un puñado de espectadores en el estadio azul, en el viejo camino a La Calera. Ganaron los bichos colorados (Argentinos Juniors) 1-0. Las Palmas, por entonces estaba en la Primera B (ese año finalizó quinto detrás de Palermo, Escuela Presidente Roca, Alas Argentinas y All Boys).
Ya más recientemente, este club disputó varias temporadas casi continuas en el TDI antes de recibir la invitación para disputar el Argentino B en la temporada 2013/14.

### Invitación al Torneo Argentino B 2013/2014
En esa temporada, el Consejo Federal aceptó la solicitud de Las Palmas de jugar el Argentino B, dicho pedido fue hecho a través del presidente de la Liga Cordobesa de Fútbol, Emeterio Farías. Esto le permitió al equipo azul disputar este torneo por primera vez en su historia.

## Estadio
Dirección: Avenida Ramón García Martínez esquina San Luis, Barrio Las Palmas.
Año de inauguración: 25 de mayo de 1969, hace 55 años.
Capacidad: 9.500 espectadores (3500 sentados).
Dimensiones de la cancha: 105 x 75 m

## Curiosidades
Últimamente, la estrecha relación de Juan Carlos Olave con Las Palmas ha hecho en el club que cuatro jugadores del "Azul" pertenezcan al "Pirata", Luis Artime entrena a los delanteros y Luis Sosa junto a Cosme Zaccanti fueron coordinadores de las inferiores hasta el año pasado, cargo que hoy ocupa el ex Maipú, Hernán "Tota" Medina.

## Uniforme
El uniforme titular del club se compone de una camiseta, shorts y medias de color azul y rojo variando su diseño a lo largo de los años.
El uniforme de visita se compone de una camiseta, shorts y medias de color blanco con detalles en azul y rojo.
La camiseta de la edición 2016-2017 fue la única que contó de camiseta y short de color amarillo con detalles en rojo y medias rojas en honor a la U. D. Las Palmas de España.

### Evolución del uniforme

#### Uniformes titulares
| 1933-1940 | 1941-1952 | 1953-1961 | 1962-1969 | 1970-1975 | 1976-1979 | 1980-1985 |

| 1986-1988 | 1989-1992 | 1993-1997 | 1998-2001 | 2002-2003 | 2004-2005 | 2006 |

| 2007-2008 | 2009-2010 | 2011-2012 | 2013-2015 | 2016-2017 | 2018 | 2019-Act. |

#### Uniformes suplentes
| 1933-1940 | 1941-1952 | 1953-1961 | 1962-1969 | 1970-1975 | 1976-1979 | 1980-1985 |

| 1986-1988 | 1989-1992 | 1993-1997 | 1998-2001 | 2002-2003 | 2004-2005 | 2006 |

| 2007-2008 | 2009-2010 | 2011-2012 | 2013-2015 | 2016-2017 | 2018 | 2019-Act. |

#### Uniformes Terceros
| 2016-17 |

#### Indumentaria y patrocinador
| Período   | Proveedor        |
| --------- | ---------------- |
| 1933-1969 | Ningun proveedor |
| 1970-1979 | Adidas           |
| 1980-1985 | Dana             |
| 1986-1997 | Reusch           |
| 1998-2005 | DRB              |
| 2006-2015 | Patagoonik       |
| 2016-2018 | Alto Diseño      |
| 2019-Act  | ARZ sport        |

## Otras actividades
Si bien es la práctica del futbol lo que se desempeña más habitualmente en el club, también se ofrece otras disciplinas deportivas, entre ellas vóley, balonmano, artes marciales, patín artístico, acrobacia en tela, danzas y demás actividades, entre ellas las acuáticas que se llevan a cabo en su natatorio abierto. A nivel social, da lugar a su escuelita de verano en las fechas correspondientes, también posee un club de bochas y esparcimiento. Cantina, que es lugar de reuniones para jóvenes y adultos mayores. Como también su tinglado con quincho, sala de fiestas y sector donde se realizan diversos eventos musicales y festivos.
Todo esto ubicado en la manzana que rodea a su estadio en Av. Ramón García Martínez 325.

## Rivalidades
- Universitario.[7]

- Argentino Peñarol, debido a enfrentamientos continuos en la Liga Cordobesa, Torneo del Interior, y Torneo Federal B.

- General Paz Juniors.

## Jugadores

### Mercado de pases 2024

#### Altas
| Apertura LCF |  |   |  |
| -            |  | - |  |
| Clausura LCF |  |   |  |
| -            |  | - |  |

#### Bajas
| Apertura LCF         |           |                            |                 |
| Mateo Pierobon       | Arquero   | Racing de Córdoba          | Fin de préstamo |
| Rodrigo Cabral       | Defensor  | Lambert de Monte Maiz      | Libre           |
| Lautaro Cañete       | Defensor  | Talleres                   | Fin de préstamo |
| Santiago Strasorier  | Defensor  | Sportivo Las Parejas       | Libre           |
| Agustín Vanega       | Defensor  | Belgrano                   | Libre           |
| Bandera de ?         | Volante   | -                          |                 |
| Francisco García     | Volante   | Sarmiento de La Banda      | Libre           |
| Pablo Lopéz          | Volante   | Camioneros                 | Libre           |
| Pablo Palavecino     | Volante   | Sarmiento de La Banda      | Libre           |
| Conrado Puigdellivol | Volante   | Comunicaciones             | Libre           |
| Gustavo Reynares     | Volante   | Camioneros de Córdoba      | Fin de préstamo |
| Diego Bustos         | Delantero | Universitario de Tarija    | Libre           |
| Martín Cuitiño       | Delantero | Talleres                   | Libre           |
| Rodrigo Gómez        | Delantero | 9 de Julio de Rafaela      | Libre           |
| Axel Pereyra         | Delantero | Kimberley de Mar del Plata | Libre           |
| Clausura LCF         |           |                            |                 |
| Giuliano Mola        | Defensor  | Alumni de Villa María      | Préstamo        |
| Enzo Paredes         | Volante   | Lambert de Monte Maiz      | Préstamo        |
| Agustín Zallocco     | Delantero | Huracán de Las Varillas    | Libre           |

## Palmarés

### Torneos Locales
- Liga Cordobesa de Fútbol (4): Anuales 2006, 2008, 2009,[8] 2016.[9]